# Gladiolus somalensis
Gladiolus somalensis är en irisväxtart som beskrevs av Peter Goldblatt och Mats Thulin. Gladiolus somalensis ingår i släktet sabelliljor, och familjen irisväxter. Inga underarter finns listade i Catalogue of Life.